# Landujan
Landujan est une commune française située dans le département d'Ille-et-Vilaine, en région Bretagne.

## Géographie
Landujan est traversée par la rivière qui porte son nom et qui se jette dans la Rance au barrage de Néal (22).

### Communes limitrophes
|         | Saint-Pern                                       |          |
| Médréac | Landujan                                         | Irodouër |
|         | Montauban-de-Bretagne, La Chapelle-du-Lou-du-Lac |          |

### Hydrographie
Pour un article plus général, voir Réseau hydrographique d'Ille-et-Vilaine.
La commune est située dans le bassin Loire-Bretagne. Elle est drainée par le Néal, le ruisseau du Moulin du lou et le Bois Lescouët,,.
Le Néal, d'une longueur de 21 km, prend sa source dans la commune de Miniac-sous-Bécherel et se jette  dans la Rance à Guitté, après avoir traversé sept communes. 

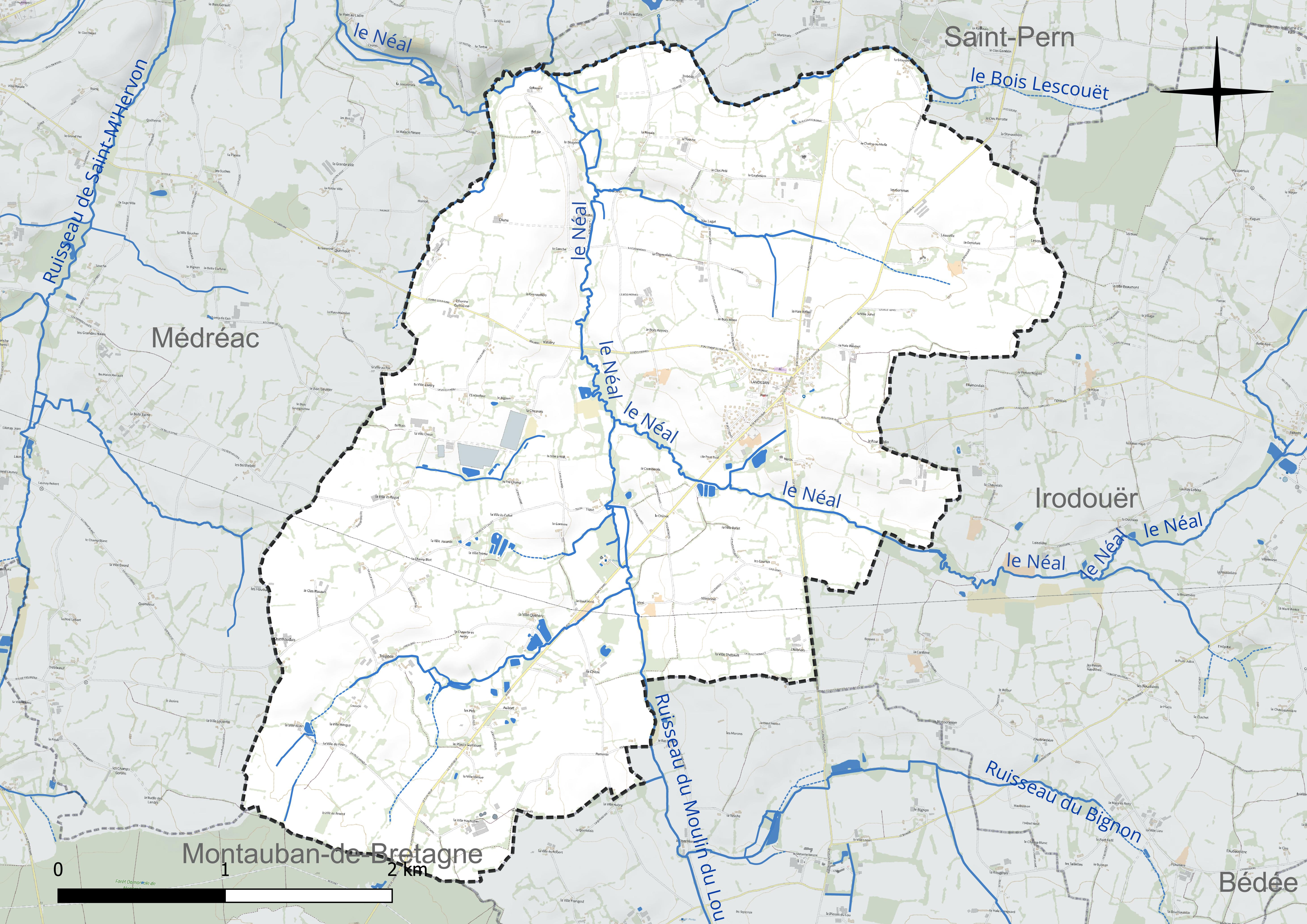
Réseau hydrographique de Landujan.

### Climat
Pour des articles plus généraux, voir Climat de la Bretagne et Climat d'Ille-et-Vilaine.
En 2010, le climat de la commune est de type climat océanique altéré, selon une étude du CNRS s'appuyant sur une série de données couvrant la période 1971-2000. En 2020, Météo-France publie une typologie des climats de la France métropolitaine dans laquelle la commune est exposée à un climat océanique et est dans la région climatique  Bretagne orientale et méridionale, Pays nantais, Vendée, caractérisée par une faible pluviométrie en été et une bonne insolation. Parallèlement l'observatoire de l'environnement en Bretagne publie en 2020 un zonage climatique de la région Bretagne, s'appuyant sur des données de Météo-France de 2009. La commune est, selon ce zonage, dans la zone « Intérieur Est », avec des hivers frais, des étés chauds et des pluies modérées.  
Pour la période 1971-2000, la température annuelle moyenne est de 11,3 °C, avec une amplitude thermique annuelle de 12,4 °C. Le cumul annuel moyen de précipitations est de 776 mm, avec 12,8 jours de précipitations en janvier et 6,8 jours en juillet. Pour la période 1991-2020, la température moyenne annuelle observée sur la station météorologique la plus proche, située sur la commune du Quiou à 11 km à vol d'oiseau, est de 11,6 °C et le cumul annuel moyen de précipitations est de 757,4 mm,. Pour l'avenir, les paramètres climatiques de la commune estimés pour 2050 selon différents scénarios d'émission de gaz à effet de serre sont consultables sur un site dédié publié par Météo-France en novembre 2022.

## Urbanisme

### Typologie
Au 1er janvier 2024, Landujan est catégorisée commune rurale à habitat dispersé, selon la nouvelle grille communale de densité à sept niveaux définie par l'Insee en 2022.
Elle est située hors unité urbaine. Par ailleurs la commune fait partie de l'aire d'attraction de Rennes, dont elle est une commune de la couronne,. Cette aire, qui regroupe 183 communes, est catégorisée dans les aires de 700 000 habitants ou plus (hors Paris),.

### Occupation des sols
L'occupation des sols de la commune, telle qu'elle ressort de la base de données européenne d'occupation biophysique des sols Corine Land Cover (CLC), est marquée par l'importance des territoires agricoles (98,2 % en 2018), en diminution par rapport à 1990 (100 %). La répartition détaillée en 2018 est la suivante : 
zones agricoles hétérogènes (66,7 %), terres arables (26,9 %), prairies (4,6 %), zones urbanisées (1,8 %). L'évolution de l'occupation des sols de la commune et de ses infrastructures peut être observée sur les différentes représentations cartographiques du territoire : la carte de Cassini (XVIIIe siècle), la carte d'état-major (1820-1866) et les cartes ou photos aériennes de l'IGN pour la période actuelle (1950 à aujourd'hui).

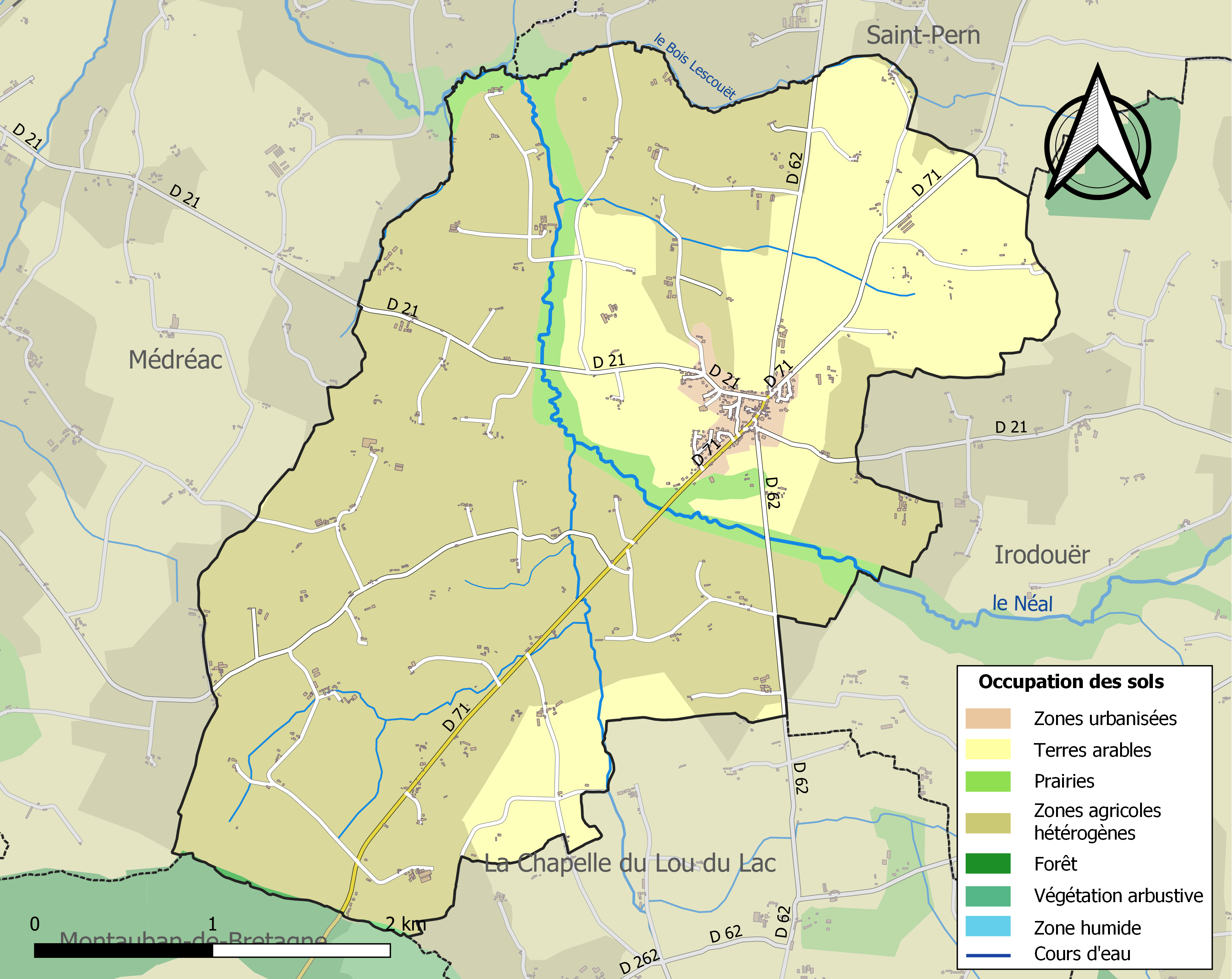
Carte des infrastructures et de l'occupation des sols de la commune en 2018 (CLC).

## Toponymie
Le nom de la localité est attesté sous les formes Landugen en 1427, Landugean en 1513, Landujan en 1516.
Landujan vient du breton lann et de saint Tugen ou saint Tujan, abbé breton.

## Histoire
L'origine du nom Landujan vient du breton.
Landujan a la même signification que le nom de Loctudy (29) qui signifie en breton paroisse de Tujean ou de Tudin.

### Héraldique
| Blason | Blasonnement : D'azur à la fasce fuselée de quatre pièces d'argent. |

## Politique et administration
| Période                                  | Période        | Identité                     | Étiquette | Qualité                                                                                     |
| ---------------------------------------- | -------------- | ---------------------------- | --------- | ------------------------------------------------------------------------------------------- |
| av.1900                                  | ?              | Paul de Guéheneuc de Boishüe | Droite    | Conseiller général du Canton de Montauban-de-Bretagne (1871-1877 et 1878-1881 et 1889-1901) |
| Les données manquantes sont à compléter. |                |                              |           |                                                                                             |
| 1947                                     | 1949           | François Daugan              | MRP       | cultivateur                                                                                 |
| 1949                                     | mars 1977      | Ange Cornier                 |           | cultivateur                                                                                 |
| mars 1977                                | juin 1995      | Ange Poirier                 |           |                                                                                             |
| juin 1995                                | mars 2008      | Joseph Lesvier               | DVD       | Directeur d'école                                                                           |
| mars 2008                                | mars 2014      | Jean-Louis Gautier           |           | Inspecteur assurances                                                                       |
| mars 2014                                | 3 juillet 2020 | Annie Matuszak               | SE        | Secrétaire général de mairie                                                                |
| 3 juillet 2020                           | En cours       | Serge Henry                  |           | Agriculteur                                                                                 |
| Les données manquantes sont à compléter. |                |                              |           |                                                                                             |

## Démographie
L'évolution du nombre d'habitants est connue à travers les recensements de la population effectués dans la commune depuis 1793. Pour les communes de moins de 10 000 habitants, une enquête de recensement portant sur toute la population est réalisée tous les cinq ans, les populations de référence des années intermédiaires étant quant à elles estimées par interpolation ou extrapolation. Pour la commune, le premier recensement exhaustif entrant dans le cadre du nouveau dispositif a été réalisé en 2008.

En 2022, la commune comptait 930 habitants, en évolution de −2,92 % par rapport à 2016 (Ille-et-Vilaine : +5,46 %, France hors Mayotte : +2,11 %).
| 1793  | 1800  | 1806  | 1821  | 1831  | 1836  | 1841  | 1846  | 1851  |
| ----- | ----- | ----- | ----- | ----- | ----- | ----- | ----- | ----- |
| 1 225 | 1 158 | 1 216 | 1 157 | 1 192 | 1 080 | 1 045 | 1 078 | 1 021 |

| 1856  | 1861  | 1866  | 1872  | 1876  | 1881  | 1886  | 1891  | 1896  |
| ----- | ----- | ----- | ----- | ----- | ----- | ----- | ----- | ----- |
| 1 010 | 1 020 | 1 051 | 1 074 | 1 087 | 1 116 | 1 123 | 1 083 | 1 066 |

| 1901  | 1906  | 1911  | 1921 | 1926 | 1931 | 1936 | 1946 | 1954 |
| ----- | ----- | ----- | ---- | ---- | ---- | ---- | ---- | ---- |
| 1 075 | 1 068 | 1 036 | 922  | 909  | 878  | 868  | 826  | 766  |

| 1962 | 1968 | 1975 | 1982 | 1990 | 1999 | 2006 | 2008 | 2013 |
| ---- | ---- | ---- | ---- | ---- | ---- | ---- | ---- | ---- |
| 726  | 680  | 618  | 589  | 640  | 683  | 853  | 902  | 970  |

| 2018 | 2022 | - | - | - | - | - | - | - |
| ---- | ---- | - | - | - | - | - | - | - |
| 911  | 930  | - | - | - | - | - | - | - |

## Lieux et monuments

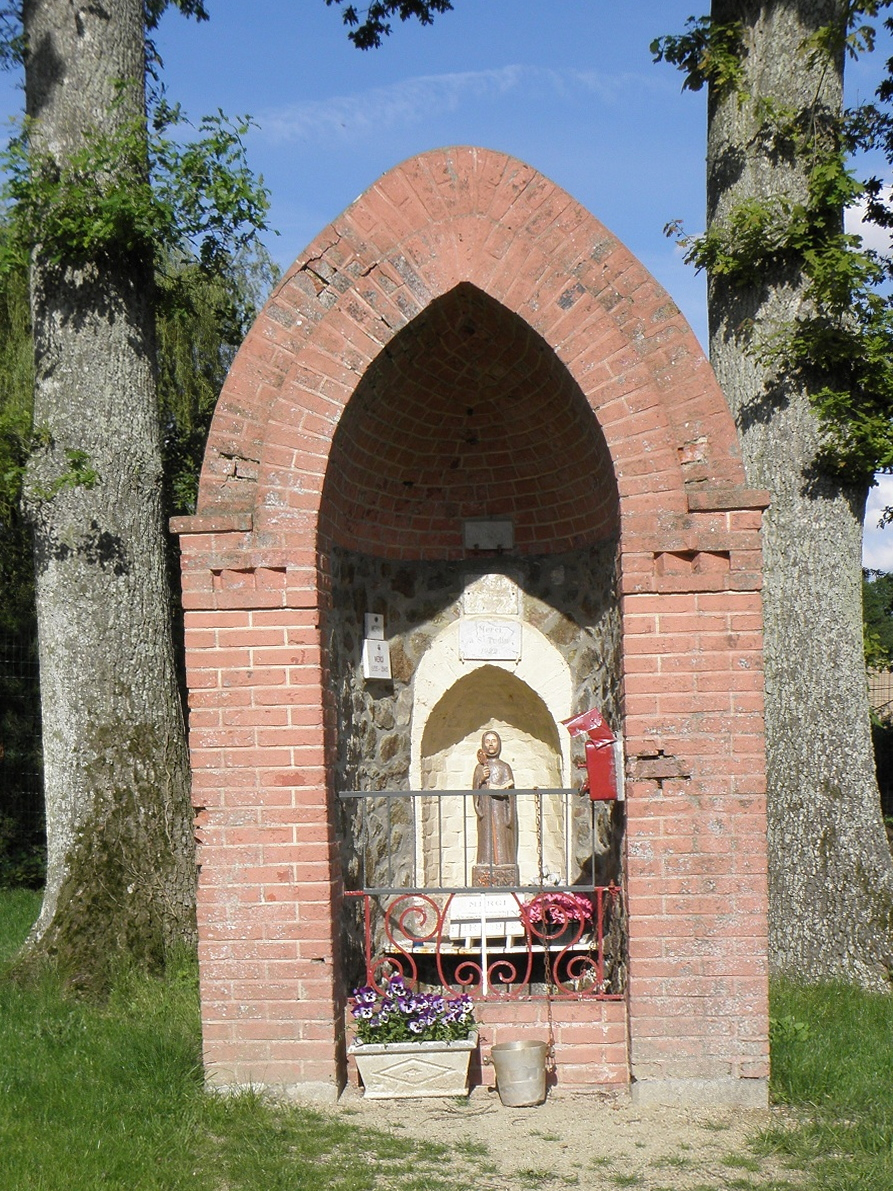
La fontaine Saint-Tudin.

Eglise Saint-Tudin, XVIe siècle. L'église fait partie de la paroisse Saint Eloi du Garun du doyenné de Brocéliande dans le diocèse de Rennes. L'église dans sa forme actuelle date de 1892. Son porche abrite une porte en arc brisé provenant de l'ancienne église. Elle est dotée d'un beau clocher ajouré, copie du clocher de l'église de Guimiliau dans le finistère. À l'intérieur, on a replacé une pierre tombale aux armes des de Botherel, seigneurs du Plessis-Botherel et du Bois Hermés Tirecoq. Une inscription gravée en lettres majuscules romaines, « ILIC LABORUM MEORUM META », est surmontée d'une tête de mort et de deux os en sautoir, et soutenue par trois larmes.
 
Dans le parc situé derrière l'église se trouve la fontaine Saint-Tudin, dédiée au patron de la paroisse, construite en 1913. Saint Tudin est le saint patron de Landujan, il est aussi connu sous le nom de Tugdual. Il est invoqué pour soigner les problèmes liés à la vue.